# Nicolás Redondo Blanco
Nicolás Redondo Blanco (Baracaldo, 6 de diciembre de 1898-Ibid., 16 de noviembre de 1970) fue un político español. Padre de Nicolás Redondo Urbieta, secretario general de la UGT entre los años 1976 y 1994 y abuelo de Nicolás Redondo Terreros, secretario general del PSE-EE entre los años 1997 y 2002.

## Biografía
Su familia era de origen soriano que se trasladó al norte como consecuencia del proceso de industrialización de Vizcaya. Trabajó en la factoría de Altos Hornos de Vizcaya situada en Baracaldo desde julio de 1916 a julio de 1936. 
Fue miembro del Sindicato de Trabajadores de Oficinas de la UGT desde 1927 y afiliado a la AS de Baracaldo desde 1931, siendo vicesecretario de la misma en 1933. Muy implicado en la vida local fue fundador y entrenador del club de fútbol. En 1934, como consecuencia de la Revolución de Octubre de ese año, tuvo que huir de Baracaldo refugiándose en casa de un amigo en Medina de Pomar (Burgos) durante un par de meses.
Fue presidente del Frente Popular en 1936 y durante la Guerra Civil formó parte de la Junta de Defensa de Baracaldo, encargándose del Orden público hasta diciembre de 1936 que pasó a ser concejal con responsabilidades en la Comisión de Abastos. Al caer Vizcaya marchó a Noja (Santander) y más tarde prestó servicio en la Comandancia de Ingenieros de Santander, donde fue hecho prisionero en agosto de 1937. Trasladado a Bilbao en septiembre siguiente donde, en Consejo de Guerra celebrado el 25 de octubre de ese año fue condenado a la pena de muerte.
En nuevo Consejo de Guerra celebrado en la prisión de Larrinaga (Bilbao) el 24 de mayo de 1938 fue condenado a 30 años de reclusión, pena que le fue rebajada a 12 años en abril de 1943. Cumplió la pena en El Puerto de Santa María (Cádiz) donde ingresó el 11 de agosto de 1938 y de donde salió en libertad provisional en septiembre de 1940. Marchó a trabajar a Galicia durante un tiempo. De vuelta a Vizcaya trabajó en una cooperativa de consumo por la mediación de su hermano Lucio. Fue detenido el 17 de enero de 1942, permaneciendo en prisión hasta el 6 de marzo siguiente.
Estuvo en la cárcel de nuevo del 21 de marzo al 19 de mayo de 1945, al ser detenido en el curso de la redada que desarticuló la Primera Comisión Ejecutiva del PSOE en el interior en Madrid y varias provincias de España. Volvió a ser detenido en 1948, en esta ocasión, ante el temor a ser torturado y poder denunciar a compañeros del partido se arrojó por el hueco de la escalera de la comisaría de Bilbao teniendo que ser ingresado en el hospital de Basurto (Bilbao).
Al salir en libertad prosiguió su actividad política y fue nuevamente detenido en 1960.